# ラスカル
ラスカル（英: Rascal）は、1977年に放送された日本のテレビアニメ『あらいぐまラスカル』に登場したことで知られているアライグマ。本テレビアニメの原作小説が初出であり、モデルとなったアライグマが存在する。

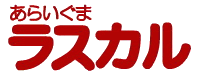
あらいぐまラスカルのロゴ

## 概要
日本では、テレビアニメ『あらいぐまラスカル』（日本アニメーション、1977年）で有名だが、この原作小説『はるかなるわがラスカル（原題：Rascal ）』（著：スターリング・ノース、1963年）を初出とする。本書が原作者の回顧録となるため、大元は、モデルとなったアライグマの名前である。
名作とも謳われるテレビアニメ版は、本放送から半世紀が経とうとする中、テレビアニメ版本編をストリーミングで視聴できるほか、新デザインによるグッズ化、度重なるコラボ・タイアップ企画の発表が続いている。キャラクターとしてのラスカルが前面に押し出される昨今、特に、2005年には、原作や本編では設定のなかったガールフレンド・リリィが発表され、グッズ化の際のサブキャラクターとして取り扱われるなど、主人公・スターリングをよそに、現在に続くラスカル人気に影響を与えた。
この反面、本放送開始以降、日本国内におけるアライグマのペット需要が高まったことで、2005年に特定外来生物の指定を受ける社会問題にまで発展しており、今日では、良くも悪くもアライグマの代名詞としての使用例がある。

## トーマス・スターリング・ノースのラスカル

### ペット
後述の小説『はるかなるわがラスカル（原題：Rascal ）』に登場するラスカルのモデルとなったアライグマ。
本書の時代設定が1918年頃であることから、著者であるトーマス・スターリング・ノースの故郷・アメリカ合衆国ウィスコンシン州エジャートン郊外で、トーマスが12歳頃に出会ったと考えられる。尚、このラスカルと共に過ごしたトーマスの生家は、現在も復元・保存されている。

### 『はるかなるわがラスカル』
1963年、アメリカ合衆国のトーマス・スターリング・ノースが発表。アライグマのラスカルが登場。

原作者であるトーマスが少年時代に飼育していたアライグマ・ラスカルとの日々を回顧しており、多少の脚色はあるものの、ほぼ実話とされる。アメリカ本国で受賞歴のあるベストセラー本として知られており、日本では、翌年に川口正吉の翻訳版が出版された。

## ディズニーのラスカル

### 『Rascal』
1969年、アメリカ合衆国のディズニーが公開した映画。アライグマのラスカルが登場。

前述、トーマス・スターリング・ノースの小説『はるかなるわがラスカル（原題：Rascal ）』が原作である。後述のテレビアニメ版よりも早く、アメリカ本国で公開されていたが、日本国内では未公開であり、「Disney＋」をはじめとしたストリーミングでも未対応となっている（2025年2月現在）。

## 日本アニメーションのラスカル
日本の日本アニメーションが制作した「世界名作劇場」シリーズ3作目として、テレビアニメ『あらいぐまラスカル』が放送され、スピンオフ作品も存在する。現在では、X公式アカウントが運営されており、1977年本編で人語を語ることのなかったラスカルが、「ミャ」を語尾にして運用する仕様となっている。
日本国内で知られるラスカルとは、一般的に、本テレビアニメ版に登場するアライグマを指す。
本項では、本作から派生したスピンオフ作品の放送、同シリーズ他作品へのカメオ出演も紹介する。

### 『あらいぐまラスカル』
1977年、日本の日本アニメーションが制作したテレビアニメ。アライグマのラスカル（演：野沢雅子）が登場。
ディズニー版と同様に、トーマス・スターリング・ノースの小説『はるかなるわがラスカル（原題：Rascal ）』が原作である。10歳の少年・スターリングとラスカルとのふれあいが中心の物語であり、アニメタイトルも然ることながら、アニメ制作時から本放送終了後まで、ラスカルの存在感は強い。グッズ化などでも、ラスカル単体であることが多く、公式サイトや「世界名作劇場」シリーズでの紹介・グッズ化などは、他作品の主人公と並んで描かれる。

キャラクターデザインは、実際のアライグマよりもレッサーパンダの特徴に近く、後述の新デザイン「プチラスカル」でデフォルメされていたのに対し、テレビアニメ版本来のデザインは「スタンダードデザイン」とも記される。

#### スピンオフ作品
- 『ぽかぽか森のラスカル』は、2006年に放送されたテレビアニメ。アライグマのラスカル（演：仲西環）が登場。
  - 『あらいぐまラスカル』（1977年）放映開始30周年記念として制作された。1977年版の設定とは無関係であり、ラスカルは”ぽかぽか森”に暮らしているほか、登場人物は擬人化した動物たちとなる。
  - 2005年からキッズステーションで放送されている子供向け番組『ハッピー!クラッピー』にて、2006年4月から2009年8月の間、番組MCの久保純子と共に、アライグマのラスカル（演：仲西環）が進行役として登場。[2][3]。
- 『幸せパスタストーリー』は、2010年に公開されたWebアニメ。アライグマのラスカル（演：山田栄子）が登場。コラボ企画「クラフト パルメザンチーズ×世界名作劇場」として公開され、「ラスカルの森と畑のクリームパスタ」を紹介。
- 『めいたんていラスカル』は、2014年に放送されたテレビアニメ。アライグマのラスカル（演：石井陽）が登場。1977年版の設定とは無関係であり、クマの名探偵のポーおじさんの下で見習い探偵となっている。キャラクターデザインは、後述の「RASCAL little trip」がベース。

### 『ピーターパンの冒険』
1989年、日本の日本アニメーションが制作したテレビアニメ。アライグマのラスカル（演：不詳）が登場。
同社制作の「世界名作劇場」シリーズ15作目。作中におけるラスカルはネバーランドの住民であり、『あらいぐまラスカル』（1977年）に登場するラスカルとの関連は不明。

## キャラクターデザインの変遷
本項では、原作小説の書影・挿絵に登場するラスカルをはじめとして、現在に至るまでのラスカルの表象をまとめる。
日本におけるラスカルは、1977年のテレビアニメ『あらいぐまラスカル』以降、本テレビアニメ版のイメージが強く、この人気を踏まえて2011年以降、同社からはラスカルの新デザインが発表・グッズ化されている。
尚、テレビアニメ版ラスカルとのコラボレーション・タイアップ企画から誕生したラスカルも紹介する。

### 映像化
ラスカルの色設定は、パイロット版では実際のアライグマにより近く、放映版では目のまわりが白くなり、レッサーパンダに近い色合いである。本放送当時発売されていたラスカルのグッズには、このパイロット版の絵柄に準じているものもある。
- 2011年 - 登場キャラクターの新デザイン「RASCAL little trip」「Toy RASCAL」「まるりんラスカル」を発表[4]。
  - 「あらいぐまラスカル」放送35周年記念事業の一環。

## 社会的影響
主に『あらいぐまラスカル』での知名度から、日本ではアライグマの代名詞として「ラスカル」が用いられるケースも見受けられる。
『あらいぐまラスカル』は、親を猟師に殺された幼いアライグマを動物好きの少年が拾って育て、最終的には野性に戻すというストーリーである。日本では同作品の放送中、幼齢の時の可愛さだけを見てペットショップが輸入販売を始め、それに伴ってアライグマを飼う人々が増えた。しかしその一方で、成獣の凶暴性(第1話で猟師に仕留められた母アライグマの描写など)は軽視され、また与える餌の入手の難しさ等から次第に飼えなくなり、山野に捨てられる事態が多発した。
このように捨てられたり、（たとえ注意を払って育てられていたとしても）逃げ出した生体が野生化して人や家畜、農作物、建築物等を害する問題が各地で起こっており、現在では特定外来生物に指定されている。

### アライグマのペット需要
本テレビアニメの人気を発端に、本来は生息地でない日本において、北アメリカ大陸（北米）原産のアライグマが大量に持ち込まれるほどにペット需要が高まった。しかし、ラスカルのイメージとは異なる元来の気性の荒さなどから、無責任に捨てられた個体が野生化。農作物への被害やタヌキなどの在来種を脅かす害獣化が問題となり、2005年、特定外来生物として指定された為、現在はアライグマの輸入および飼育はできなくなっている。

#### アライグマに関して
北米の山林地域を原産とするアライグマという動物は、その丸々としてユーモラスな容姿や餌を洗うという興味深い習性からは、想像もつかないほどに気性の荒い動物だとされている。原作においても、主人公の友人がアライグマを捕獲・飼育することは困難で苦労が多いことを指摘している。特に成獣となる頃には、本作品中でも触れられている通り、人間との共存は極めて困難である。本作品に影響され実際に飼育し、その経験を『ぜったいに飼ってはいけないアライグマ』（ISBN 978-4652071816）として出版したさとうまきこによれば、噛まれたり引っ掻かれたりといったケガは日常茶飯事だったという。出産・育児の時期に、安全な住処を得る目的でメスのアライグマが人間社会に接近することはある（物語に出てくる、ホテルに住み着いたクレオパトラ親子はこれに該当する）。しかし、アメリカにおいても、アライグマは（日本におけるタヌキ、イタチなど里山の動物に相当する）身近な動物ではあっても、ペットとして飼育する動物ではなく、農業関係者からは害獣とされることが多い。また、原作の舞台となった時代には、既にアライグマが狂犬病を媒介する恐れがあることは知れ渡っており、ラスカルが狂犬病媒介の恐れが無いか確認をするべきだと、ラスカルを学校に連れてきたスターリングにホエーレンが注意するシーンもある。
また頭がよく、閂（かんぬき）程度なら前足を使って器用に開けることも出来てしまうため、前出の野生化問題では様々な被害防止用の仕掛けも徒労に終わるとする報告も出ており、結果的に駆除（捕獲後に誰かに飼われるケースは稀である）する以外では被害を予防する方法は無いとされている。作中でも、周囲の畑にある作物を荒らす被害が出た。

### 東京五輪2020における注目
2021年7月26日、東京オリンピックスケートボードで、金メダルを獲得した西矢椛選手と、銅メダルを獲得した中山楓奈選手が、競技後のインタビューで「あらいぐまラスカル」の話をしていたと発言。Twitter上でも「ラスカル」がトレンド入りした他、本作品の公式アカウントより両選手のメダル獲得に対する祝福のコメントとともに、ラスカル史上で初めてとなる「スケートボードに乗ったラスカル」のイラストが、メダル獲得より約2時間で公開された。

## パロディ・オマージュ
1977年のテレビアニメ『あらいぐまラスカル』の影響から、非公認で登場・使用されたラスカルは以下の通り。尚、海外作品の場合は、必ずしもテレビアニメ版が元とは限らない。
- 『妖狐✕僕SS』（原作：藤原ここあ、2009年 - 2014年）
  - 本作の登場人物・渡狸卍里が豆狸の先祖返りであることから、過去回想にてラスカルと呼ばれる場面がある（単行本第1巻4話）。尚、本来の狸とアライグマは別種である。
- 『勇者ヨシヒコと魔王の城』（監督・脚本：福田雄一、2011年）
  - 本作の登場人物・アライグマ男（演：金子伸哉）の頭部がテレビアニメ版ラスカルに酷似[8]。
- 『ロボット・ドリームズ』（監督・脚本：パブロ・ベルヘル、2023年）
  - 本作に登場するアライグマの名前がラスカル。